# Dieter Ackermann

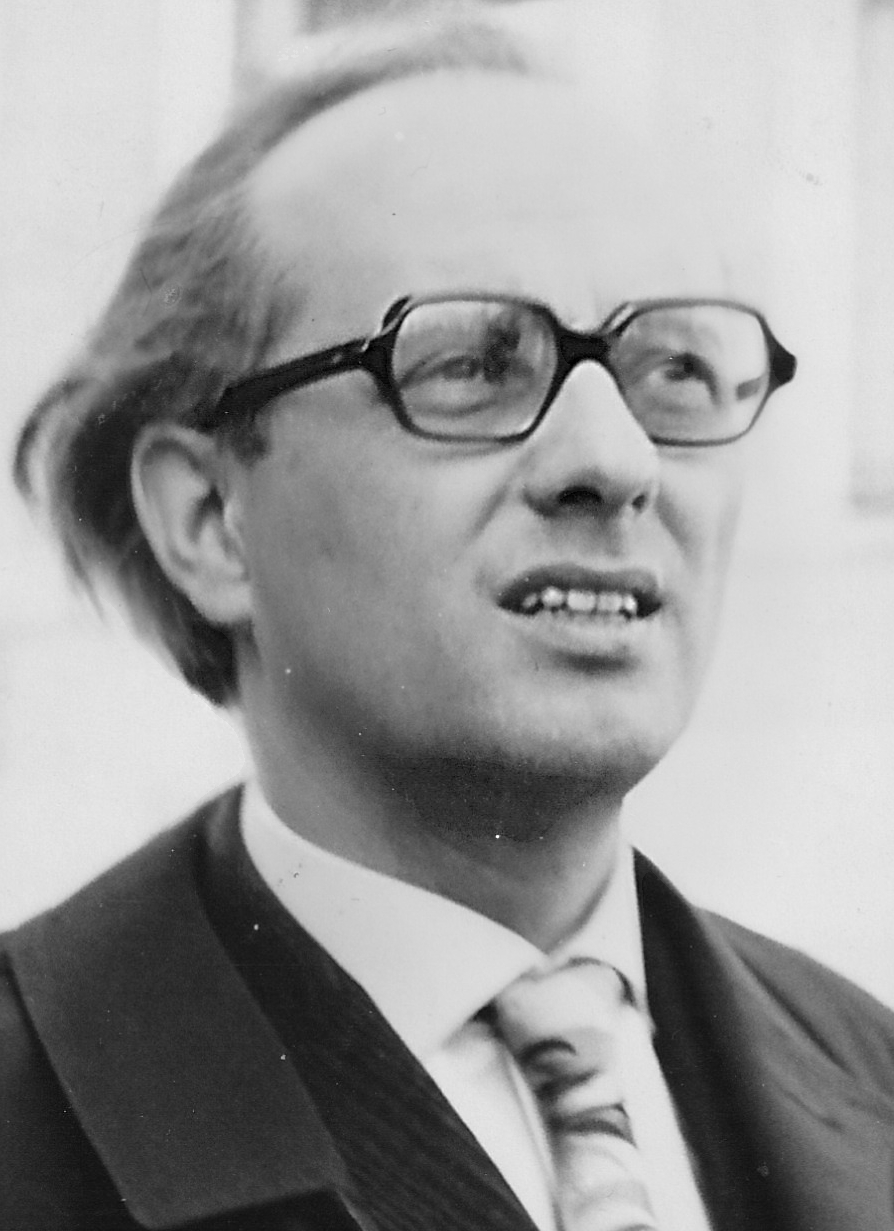
Studentenpfarrer Dieter Ackermann 1971

Dieter Ackermann (* 24. Mai 1932 in Dresden; † 5. Dezember 1985 in Meißen) war ein deutscher evangelischer Theologe.

## Leben
Nach dem Abitur studierte Ackermann evangelische Theologie in Leipzig. Er absolvierte 1955 bis 1957 sein Vikariat in Papstdorf und am Predigerseminar Lückendorf und wurde 1957 in Hirschfelde (bei Zittau) ordiniert, wo er seinen Pfarrdienst bis 1965 versah. Von 1965 bis 1970 war er Inhaber der 3. Pfarrstelle der St.-Petri-Lukas-Gemeinde zu Karl-Marx-Stadt (Chemnitz) und zunächst nebenamtlich als Studentenpfarrer tätig. Aktiv arbeitete er mit im Lückendorfer Arbeitskreis im Sinne eines qualifizierten Gemeindeaufbaus. Ab März 1970 übernahm er den neu geschaffenen hauptamtlichen Dienst an der Studentengemeinde Karl-Marx-Stadt.
Darüber hinaus engagierte er sich stark in der sächsischen Kirchentagskongressarbeit. In diesem Rahmen entwickelte er ab 1970 ein Fernstudium für Laien, das er fortan nebenamtlich als Studienleiter begleitete. Angefangen mit Umweltfragen, befassten sich die verschiedenen Kurse dieses Studienbriefprogramms „Stud. christ.“ mit existentiellen, theologischen und gesellschaftlichen Themen durch schriftliche Aufgaben, persönliche Beantwortungen, Konsultationsgruppen und Tagungen. Sie erreichten insgesamt mehrere tausend Teilnehmende.
Im Oktober 1976 wechselte Ackermann als Studiendirektor an das Predigerseminar der Evangelisch-Lutherischen Landeskirche Sachsens in Lückendorf. Ab September 1982 wurde ihm die Dompredigerstelle am Meißner Dom übertragen unter gleichzeitiger Berufung zum Direktor der Evangelischen Akademie Meißen im Klosterhof St. Afra. Diese Tagungs- und Begegnungsstätte erweiterte dank seiner Impulse und einem neu konstituierten Kuratorium von Fachleuten ihre Ausstrahlung durch aktuelle gesellschaftsbezogene Bildungs- und Diskursangebote.
Am 5. Dezember 1985 verstarb Dieter Ackermann in Meißen an Leukämie. Er hinterließ seine Frau und vier Kinder.
Ackermann war einer der maßgeblichen theologischen Modernisierer des kirchlichen Lebens der 1970er und 1980er Jahre im Anschluss an den protestantischen Kirchenreformer Ernst Lange. Charakteristisches Zitat aus einer letzten postum erschienenen Predigtmeditation: „Sich auf Jesu Menschlichkeit einlassen – das kann als ein Gewinn an Lebendigkeit beschrieben werden. [...] Sich öffnen und nicht verschließen – das kann schon heute tödliche Verkrustungen in uns aufbrechen.“ (Tageszeitung Die Union, Dresdner Ausgabe, 5. Januar 1986)